# Port-Navalo
Port-Navalo (Porzh Noalou en breton) est un ancien port de pêche côtière datant du début du XXe siècle. Il est situé sur la commune d'Arzon, dans le département du Morbihan en Bretagne.

## Localisation
Située dans la presqu'île de Rhuys à l'entrée du golfe du Morbihan, cette station côtière offre un panorama sur Quiberon et Locmariaquer ainsi que sur l'intérieur du golfe du Morbihan.

## Toponymie
Les guides à l'usage des touristes expliquent que ce nom fut le « Portus Navalium » (port du chantier naval) des Romains. Cet écho[Quoi ?] inconscient[Interprétation personnelle ?] d'une étymologie populaire s’oppose à une étymologie savante qui interprète ce nom comme signifiant littéralement la « cour aux pommes », désignant une exploitation agricole, et non celui d'un abri pour les bateaux, même si ce port existe effectivement aujourd'hui.

## Cadre géologique
Les falaises à l'ouest de la plage constituent un site géologique d'intérêt départemental pour sa pétrographie et la tectonique de roches métamorphiques : métatexites rubanées, intensément déformées montrant des plis à axes verticaux, recoupées de dykes de granite clair ; pyroxénite, amphibolite, morbihannite (gneiss représentatif du golfe du Morbihan),.

## Navigation
Port-Navalo est un excellent refuge par mauvais temps de Sud-Suroît.
Le port est relié par liaisons maritimes à Belle-Île-en-Mer, Houat et Hoëdic.

## Histoire

### LeXIXesiècle
Un décret de 1829 décide que « les pilotes de Locmariaquer et de Port-Navalo feront à tour de rôle l'entrée des bâtiments [dans le Golfe du Morbihan] jusqu'à destination ; ceux de l'île aux Moines et de l'île d'Ars feront aussi, à tour de rôle, la sortie des bâtiments ».

## Le phare de la pointe de Port Navalo
Le phare est codifié sur les cartes marines 7033 du SHOM Oc (3) WRG 12s 32m 15/11 M ce qui signifie que:
- c'est un feu à secteurs (secteur W blanc, R rouge G vert)
- c'est un feu à occultations (Oc)
- c'est un feu à 3 éclats (3)
- la fréquence est de 12 secondes (12s)
- l'élévation est de 32 m (ce qui permet de calculer la distance au sextant (32m) (hauteur x 1.86)/ angle lu sur le sextant)
- la portée est de 15 nautiques[pas clair] pour le secteur blanc et 11 nautiques[pas clair] pour les secteurs rouge et vert

Il faut arriver par le secteur blanc.

## Lieux et monuments
Depuis 1840, un phare indique l'entrée du golfe du Morbihan. Le phare actuel date de 1891. Il a été conçu par les ingénieurs Frécot et Vauthier.
Aujourd'hui, le port est destiné à la plaisance et est géré par la commune d'Arzon.

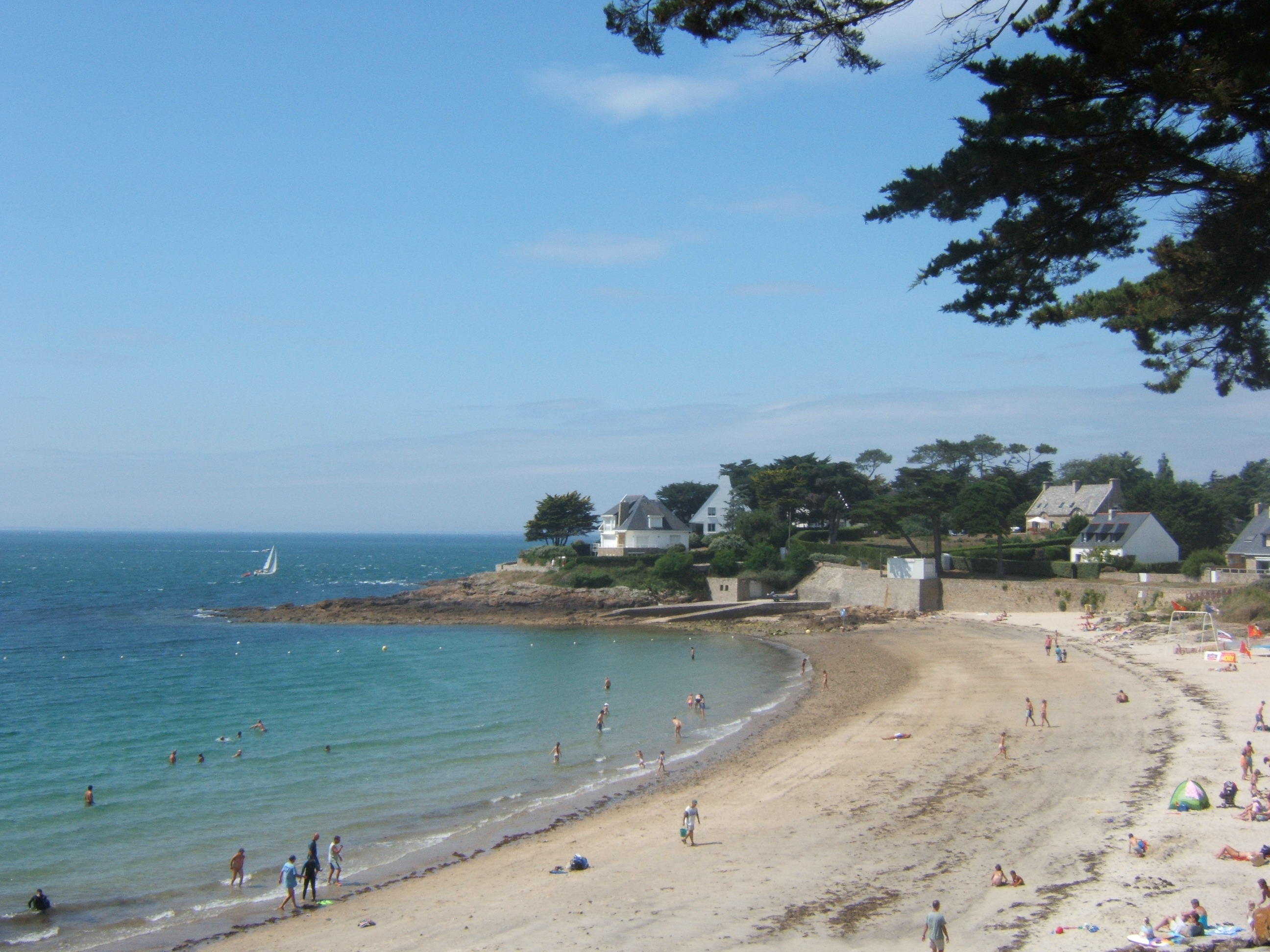
La plage au sud de Port-Navalo sur la presqu'île de Rhuys.
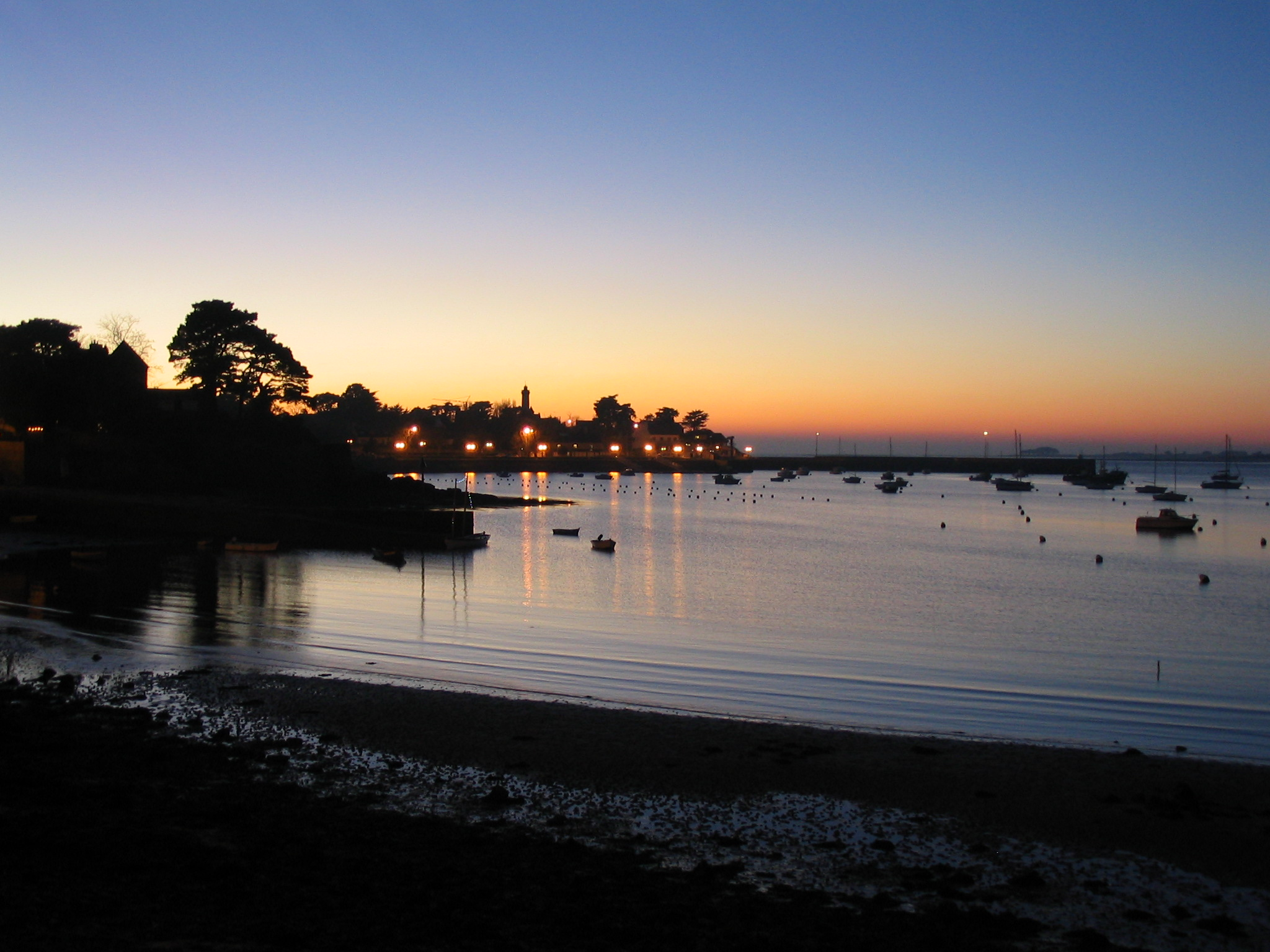
Port-Navalo au coucher du soleil.
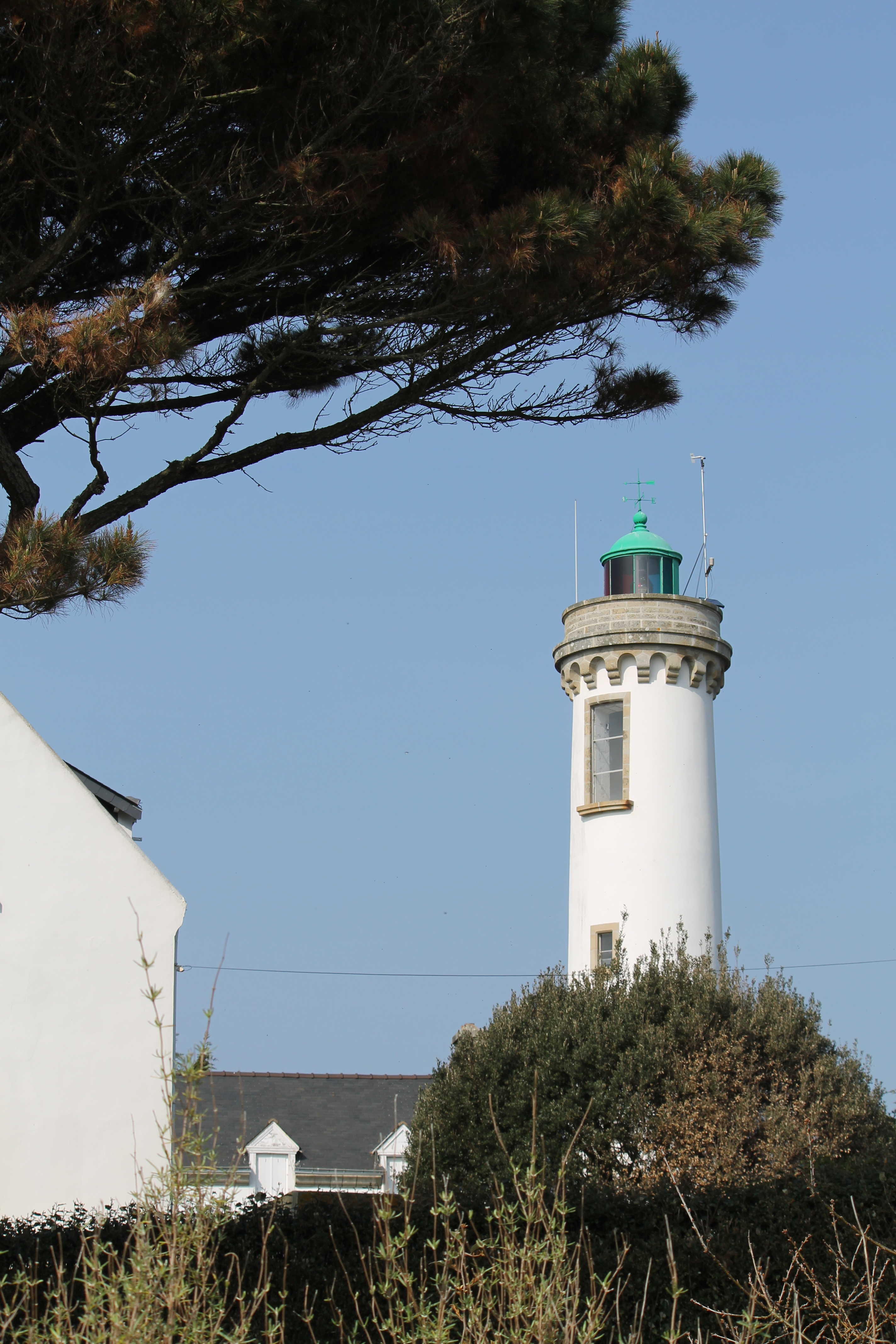
Phare de Port-Navalo